# KkStB-Tenderreihe 9
Die kkStB-Tenderreihe 9 war eine Schlepptenderreihe der k.k. Staatsbahnen (kkStB).
Die kkStB beschaffte diesen Tender für ihre Lokomotiven im Jahr 1900.
Er wurde von der Lokomotivfabrik Floridsdorf geliefert.